# Nikolaj Vavilov
Nikolaj Ivanovitj Vavilov ForMemRS, (ryska:Николай Иванович Вавилов) född 25 november 1887 i Moskva, Ryssland, död 26 januari 1943 i Saratovfängelset, Sovjetunionen, var en framstående rysk och sovjetisk botaniker, genetiker och agronom.
Vavilov beskrev den variant av mimikry, som numera bär hans namn, Vavilovs mimikry. Han var också en av de första att starta en fröbank, som vid ett tillfälle var världens största.

## Biografi
Vavilov föddes i en handelsfamilj och var äldre bror till den kände fysikern Sergej Vavilov. Hans far var köpmannen Ivan Ilitj Vavilov (1863–1928). Då han vuxit upp i en fattig by på landsbygden som plågades av återkommande missväxt och matransoneringar, var Vavilov från tidig ålder besatt av tanken att motverka hungersnöd i både sitt hemland Ryssland och i övriga världen.
Vavilov började 1906 på "Petrovskaya Agricultural Academy" (nu Ryska statens lantbruksuniversitet). Han tog examen vid Petrovka 1910 med en avhandling om sniglar som skadedjur. Från 1911 till 1912 arbetade han vid "Bureau for Applied Botany" och vid "Bureau of Mycology and Phytopathology". Från 1913 till 1914 reste han runt i Europa och studerade växtimmunitet, i samarbete med den brittiska biologen William Bateson, som hjälpte till att etablera vetenskapen om genetik.
Han fick sonen Oleg (1918–1946) med sin första hustru Jekaterina Nikolajevna Sacharova (1886–1963). Äktenskapet slutade dock i skilsmässa 1926, varefter han gifte om sig med genetikern Jelena Barulina (1895–1957), specialist på linser och biträdande chef för institutets frösamling. De fick sonen Jurij (1928–2018).

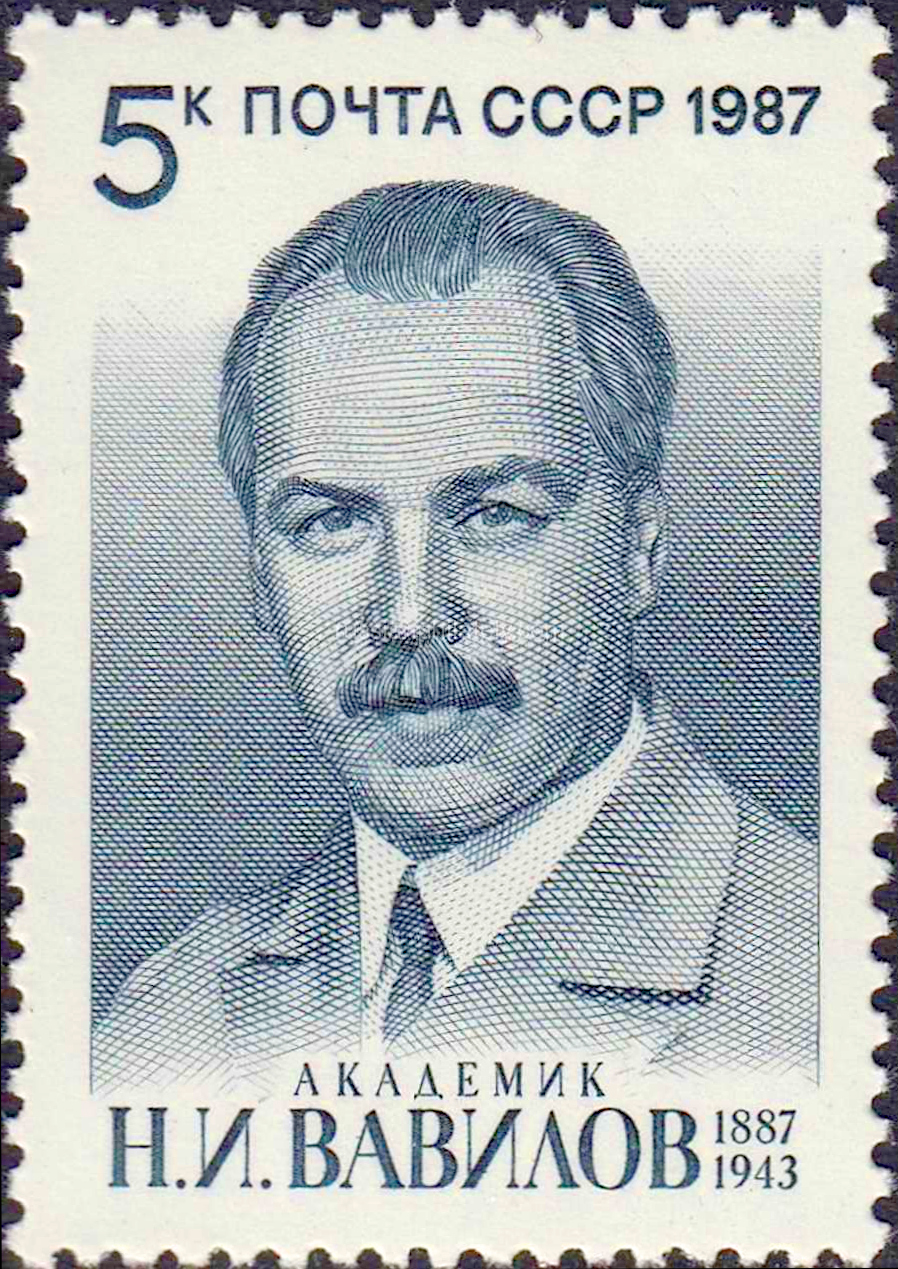
Vavilov på ett sovjetiskt frimärke 1987.

## Karriär och vetenskapligt arbete
Från 1917 till 1920 var Vavilov professor vid agronomiska fakulteten på Saratovs universitet och från 1924 till 1935 var han chef för Lenin All-Union Academy of Agricultural Sciences i Leningrad. Då han var imponerad av den kanadensiska fytopatologen Margaret Newtons arbete med vetestamrost försökte han 1930 anställa henne för att arbeta på institutet, och erbjöd en bra lön. Hon avböjde, men besökte institutet 1933 i tre månader för att utbilda 50 studenter i hans forskning.
Medan han utvecklade sin teori om odlade växters ursprungscentra, organiserade Vavilov en serie botanisk-agronomiska expeditioner och samlade frön från alla världens hörn. År 1927 presenterade han ursprungscentra för allmänheten på den femte internationella genetikkongressen i Berlin (V. Internationaler Kongress für Vererbungswissenschaft Berlin). I Leningrad skapade han världens största samling växtfrön. Vavilov formulerade också lagen om homologa serier i variation. Han var medlem i Sovjetunionens centrala verkställande kommitté, president för All-Union Geographical Society och mottagare av Leninpriset.
Vavilov ägnade sitt liv åt studier och förbättring av vete, majs och andra spannmålsgrödor som upprätthöll matförsörjningen åt den globala befolkningen. Vavilovs arbete kritiserades av Trofim Lysenko, vars antimendeliska begrepp om växtbiologi hade vunnit gehör hos Josef Stalin. Som ett resultat av anklagelser om sabotage arresterades Vavilov och dömdes därefter till döden i juli 1941. Även om hans straff omvandlades till tjugo års fängelse dog han i fängelset 1943. Enligt Luba Brezjneva kastades han till döds i en kalkgrop på fängelsegården. År 1955 benådades hans dödsdom retroaktivt under Nikita Chrusjtjov. Under 1960-talet återupprättades hans rykte offentligt och han började hyllas som en hjälte i sovjetisk vetenskap.
Leningrads fröbank bevarades noggrant, och skyddades genom den 28 månader långa belägringen av Leningrad under andra världskriget. Medan sovjeterna hade beordrat evakuering av konst från Eremitaget, hade de inte evakuerat de 250 000 prover av frön, rötter och frukter som lagrats i det som då var världens största fröbank. En grupp forskare vid Vavilovinstitutet förpackade ett tvärsnitt av alla frön, flyttade dem till källaren och gick i skift för att skydda dem. De som bevakade fröbanken vägrade att äta dess innehåll, trots att nio av dem hade dött av svält i slutet av belägringen våren 1944.
År 1943 beslagtogs delar av Vavilovs samling, prover lagrade inom de territorier som ockuperades av de tyska arméerna, främst i Ukraina och Krim, av en tysk enhet under ledning av Heinz Brücher. Många av proverna överfördes till SS-institutet för växtgenetik, som hade etablerats i Schloss Lannach nära Graz i Österrike.

## Utmärkelser och hedersbetygelser
- Nikolaj Przjevalskij-medaljen,  1926[14][20]
- Leninpriset,  1926[8][2]
- Utländsk ledamot av Royal Society,  18 juni 1942[21]
- VDNH:s guldmedalj

[Redigera Wikidata]